# Heringen/Helme
Heringen/Helme é uma cidade da Alemanha localizado no distrito de Nordhausen, estado da Turíngia.
Os antigos municípios de Auleben, Hamma, Uthleben e Windehausen foram incorporados à cidade de Heringen/Helme a partir de 1 de dezembro de 2007.

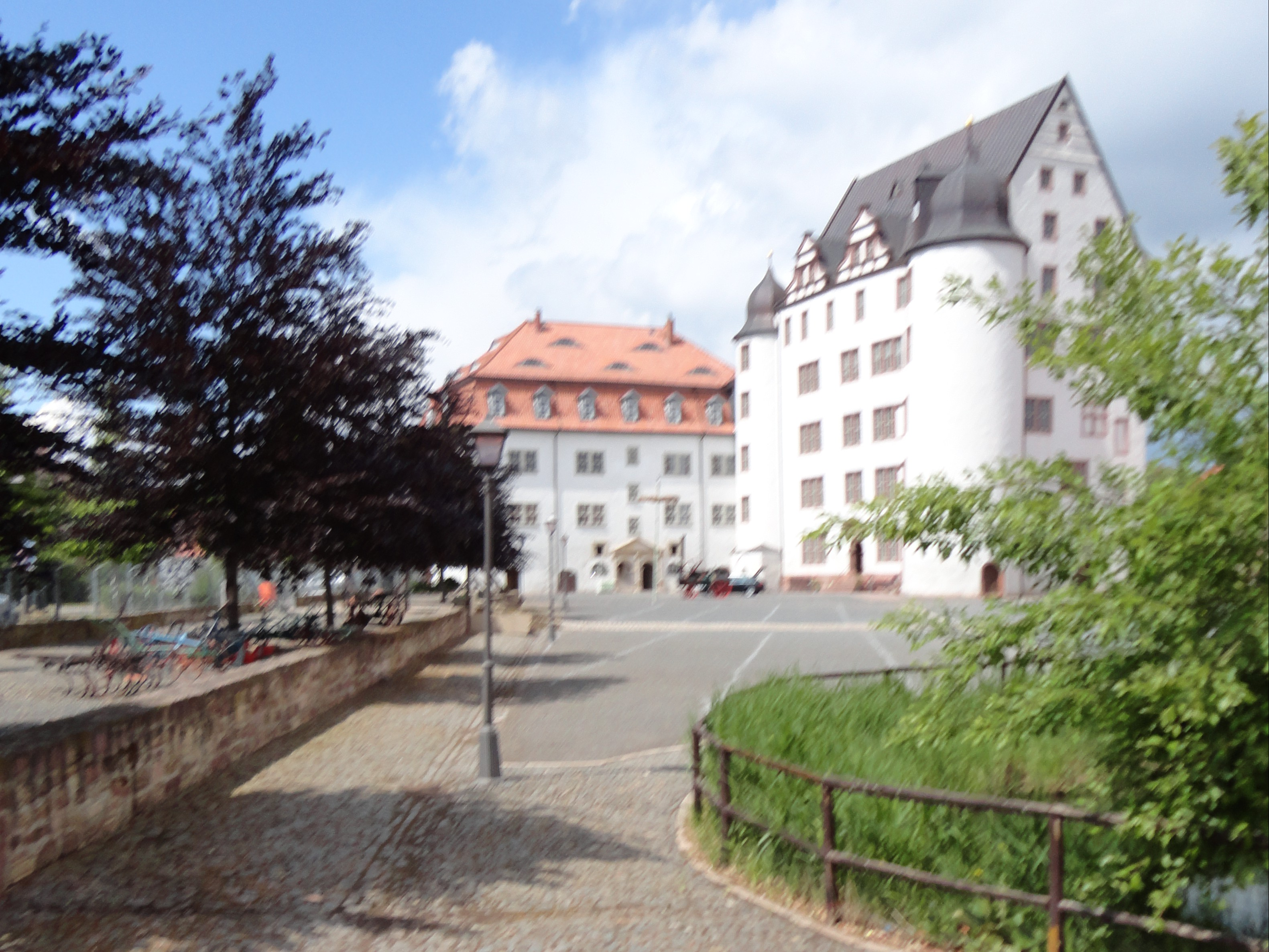
Schloss Heringen (2015)